# Froggattiella penicillata
Froggattiella penicillata är en insektsart som först beskrevs av Green 1905.  Froggattiella penicillata ingår i släktet Froggattiella och familjen pansarsköldlöss. Inga underarter finns listade i Catalogue of Life.